# Copa das Nações UNCAF 1991

## Fase Preliminar
| Equipe 1 | Total | Equipe 2 | 1.º jogo | 2.º jogo |
| -------- | ----- | -------- | -------- | -------- |
| Panamá   | 2-3   | Honduras | 2-0      | 0-3      |

| Equipe 1  | Total | Equipe 2    | 1.º jogo | 2.º jogo |
| --------- | ----- | ----------- | -------- | -------- |
| Nicarágua | 2-5   | El Salvador | 2-3      | 0-2      |

## Fase Final
| Pos | Time        | Pts | J | V | E | D | GP | GC | SG |
| --- | ----------- | --- | - | - | - | - | -- | -- | -- |
| 1   | Costa Rica  | 6   | 3 | 3 | 0 | 0 | 10 | 1  | +9 |
| 2   | Honduras    | 3   | 3 | 1 | 1 | 1 | 2  | 3  | -1 |
| 3   | Guatemala   | 2   | 3 | 0 | 2 | 1 | 0  | 1  | -1 |
| 4   | El Salvador | 1   | 3 | 0 | 1 | 2 | 2  | 9  | -7 |

| Data | Partida     | Partida | Partida     | Estádio | Cidade   |
| ---- | ----------- | ------- | ----------- | ------- | -------- |
|      | El Salvador | 0-0     | Guatemala   |         | San José |
|      | Costa Rica  | 2-0     | Honduras    |         | San José |
|      | Guatemala   | 0-0     | Honduras    |         | San José |
|      | Costa Rica  | 7-1     | El Salvador |         | San José |
|      | El Salvador | 1-2     | Honduras    |         | San José |
|      | Costa Rica  | 1-0     | Guatemala   |         | San José |

| Vencedor da Copa das Nações UNCAF 1991: Costa Rica 1º Título |